# 科爾巴赫河 (埃爾夫河支流)
49°42′33.31″N 9°19′16.11″E / 49.7092528°N 9.3211417°E

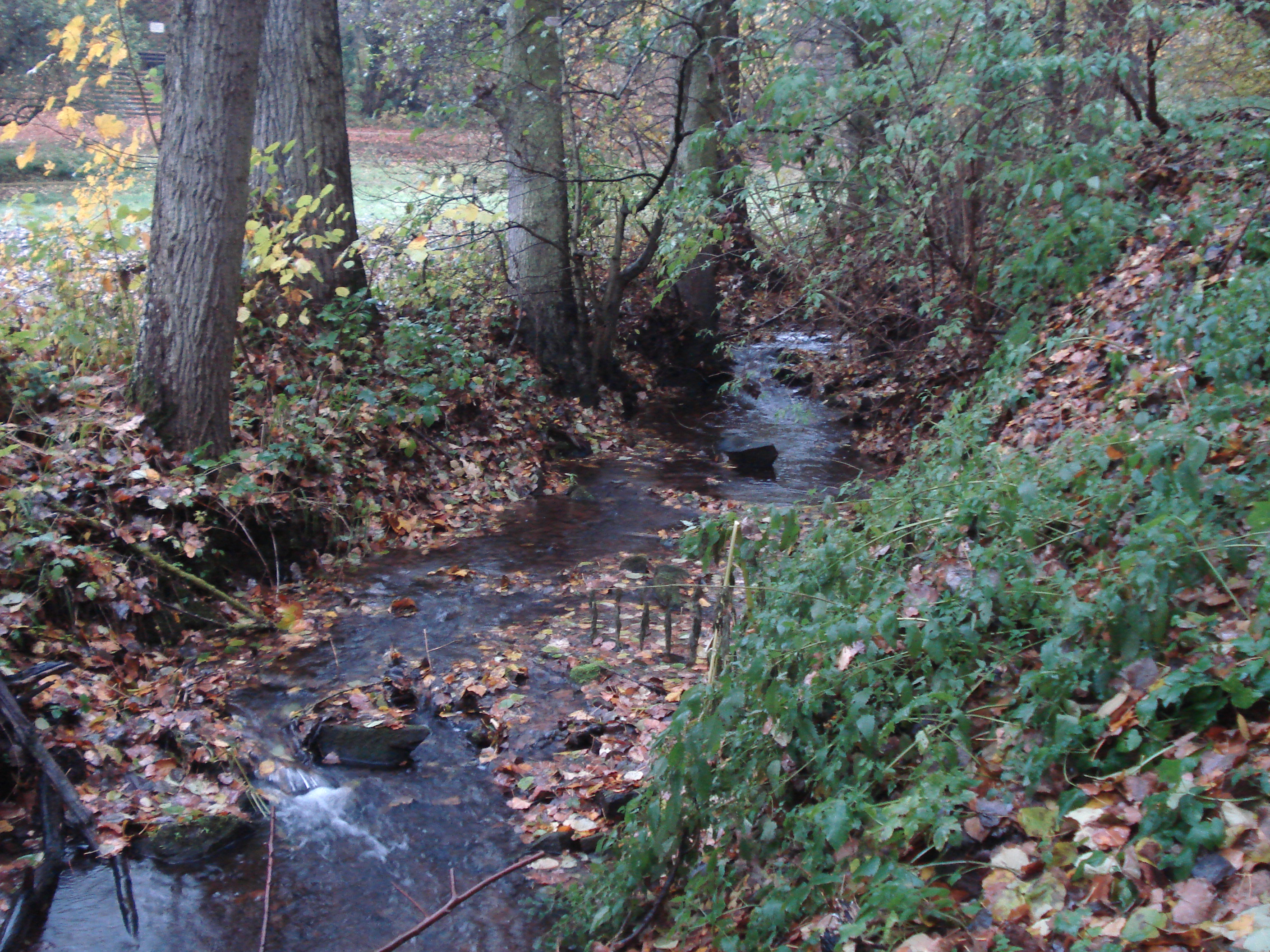

科爾巴赫河（德語：Kohlbach），是德國的河流，位於該國東南部，由巴伐利亞負責管轄，屬於埃爾夫河的右支流，河道全長7.5公里，流域面積13.3平方公里。